# Милош Новичић
Милош (Вукашина) Новичић (Дегрмен, 1887 — Егејско море, 1941) био је српски јунак и командир. Двоструки је носилац Карађорђеве звезде са мачевима.

## Биографија
Рођен је 8. септембра 1887. године у Дегрмену од оца Вукашина и мајке Јелене. У ратовима од 1912—1918. године борио се у редовима Гвозденог пука. Као и његово старији брат Јован био је чувен по јунаштву. Када су на Солунском фронту повремено за специјалне задатке формиране јуришне чете, Милош је редовно био командир. Иако је у свим ратовима био изузетно цењен као храбар и неустрашив ратник — имао је 13 ратних одликовања, тек на Солунксом фронту је одликован официрским орденом КЗ са мачевима и то два пута, што је било неуобичајно. То је био резултат његове луде храбрости. Два пута је одликован орденом Белог орла са мачевима, три пута Златном медаљом за храбост итд. Као пензионисани капетан 1. класе живео је у Охриду, где је до пензионисања био комадир граничног одсека. У априлки рат 1941. године је кренуо као добровољац и избегавши капитулацију повукао се у Грчку, стигао до Пелопонеза и ту био заробљен. Приликом транспорта лађом Хеленики која је потопљена 27. маја 1941. године у таласима Егејског мора завршио се његов јуначки живот.